# Iterative Template Library
Iterative Template Library (ITL) — библиотека компонентов, предназначенных для применения итеративных численных методов в манипуляциях с объектами линейной алгебры.

## Особенности
ITL состоит из двух функциональных групп. Первая группа представляет собой коллекцию сложных итеративных методов, использующих алгоритмы базовых операций линейной алгебры, реализованные в специализированных пакетах типа Matrix Template Library (MTL) или Blitz++. Вторая группа — это набор алгоритмов предобуславливания, разработанный специально для работы с MTL.
Библиотека ITL использует абстрактные интерфейсы для операций вида матрица-вектор, вектор-вектор и вектор-скаляр, что позволяет прозрачно использовать их реализацию в сторонних библиотеках.

## История развития
Данная библиотека была создана в Open Systems Lab — исследовательской лаборатории Индианского университета, как часть MTL.
Впервые была опубликована отдельно от MTL 25 июля 2000 года. Новый релиз включал в себя, кроме всего прочего, несколько интерфейсов для BLAS и Blitz++.
В последнем релизе (4.0.0) была произведена декомпозиция библиотеки на три функциональные области: методы для работы с подпространством Крылова; предобуславливания и интерфейсы. Методы для работы с подпространством Крылова являются базовыми, и не ограничены в использовании стандартными библиотеками, реализующими объекты линейной алгебры. Интерфейсы предназначены для использования в итеративных алгоритмах подпространства Крылова основных операций линейной алгебры, реализованных в сторонних библиотеках, таких как: MTL, Blitz++. Предобуславливания реализованы только для работы с библиотекой MTL.
Также, в этот релиз были включены экспериментальные интерфейсы для поддержки параллельных вычислений.
Идеи, заложенные в ITL, были продолжены и развиты в проекте Iterative Eigensolver Template Library (IETL).

## Примеры использования
Принципы обобщённого программирования, в рамках которых создана библиотека, предполагают упрощение интерфейсов. Это привело к тому, что алгоритмы ITL напоминают некий псевдокод. Как минимум, по сравнению с другими реализациями тех же алгоритмов. К примеру, реализация метода сопряжённых градиентов будет выглядеть следующим образом:
```
/* необходимые операции: mult,copy,dot_conj,add,scaled */

template
 
<
 
class
 
Matrix
,
 
class
 
VectorX
,
 
class
 
VectorB
,
 

           
class
 
Preconditioner
,
 
class
 
Iteration
 
>

int
 
cg
(
const
 
Matrix
&
 
A
,
 
VectorX
&
 
x
,
 
const
 
VectorB
&
 
b
,
 

       
const
 
Preconditioner
&
 
M
,
 
Iteration
&
 
iter
)

{

    
typedef
 
VectorX
 
TmpVec
;

    
typename
 
itl_traits
<
VectorX
>::
value_type
 
rho
(
0
),
 
rho_1
(
0
),
 
alpha
(
0
),
 
beta
(
0
);

    
TmpVec
 
p
(
size
(
x
)),
 
q
(
size
(
x
)),
 
r
(
size
(
x
)),
 
z
(
size
(
x
));

 

    
itl
::
mult
(
A
,
 
itl
::
scaled
(
x
,
 
-1.0
),
 
b
,
 
r
);
	  

 

    
while
 
(
!
 
iter
.
finished
(
r
))

    
{

        
itl
::
solve
(
M
,
 
r
,
 
z
);

        
rho
 
=
 
itl
::
dot_conj
(
r
,
 
z
);

        
if
 
(
iter
.
first
())

            
itl
::
copy
(
z
,
 
p
);
		  

        
else
 

        
{

            
beta
 
=
 
rho
 
/
 
rho_1
;

            
itl
::
add
(
z
,
 
itl
::
scaled
(
p
,
 
beta
),
 
p
);
 

        
}
 

 

        
itl
::
mult
(
A
,
 
p
,
 
q
);
		  

 

        
alpha
 
=
 
rho
 
/
 
itl
::
dot_conj
(
p
,
 
q
);

 

        
itl
::
add
(
x
,
 
itl
::
scaled
(
p
,
 
alpha
),
 
x
);
  

        
itl
::
add
(
r
,
 
itl
::
scaled
(
q
,
 
-
alpha
),
 
r
);
 

 

        
rho_1
 
=
 
rho
;

 

        
++
iter
;

    
}

 

    
return
 
iter
.
error_code
();

}

```